# Pałac w Jabłonnie (powiat legionowski)
Pałac w Jabłonnie – wzniesiony pod koniec XVIII wieku zabytkowy klasycystyczny zespół pałacowy położony w Jabłonnie w powiecie legionowskim.

## Historia

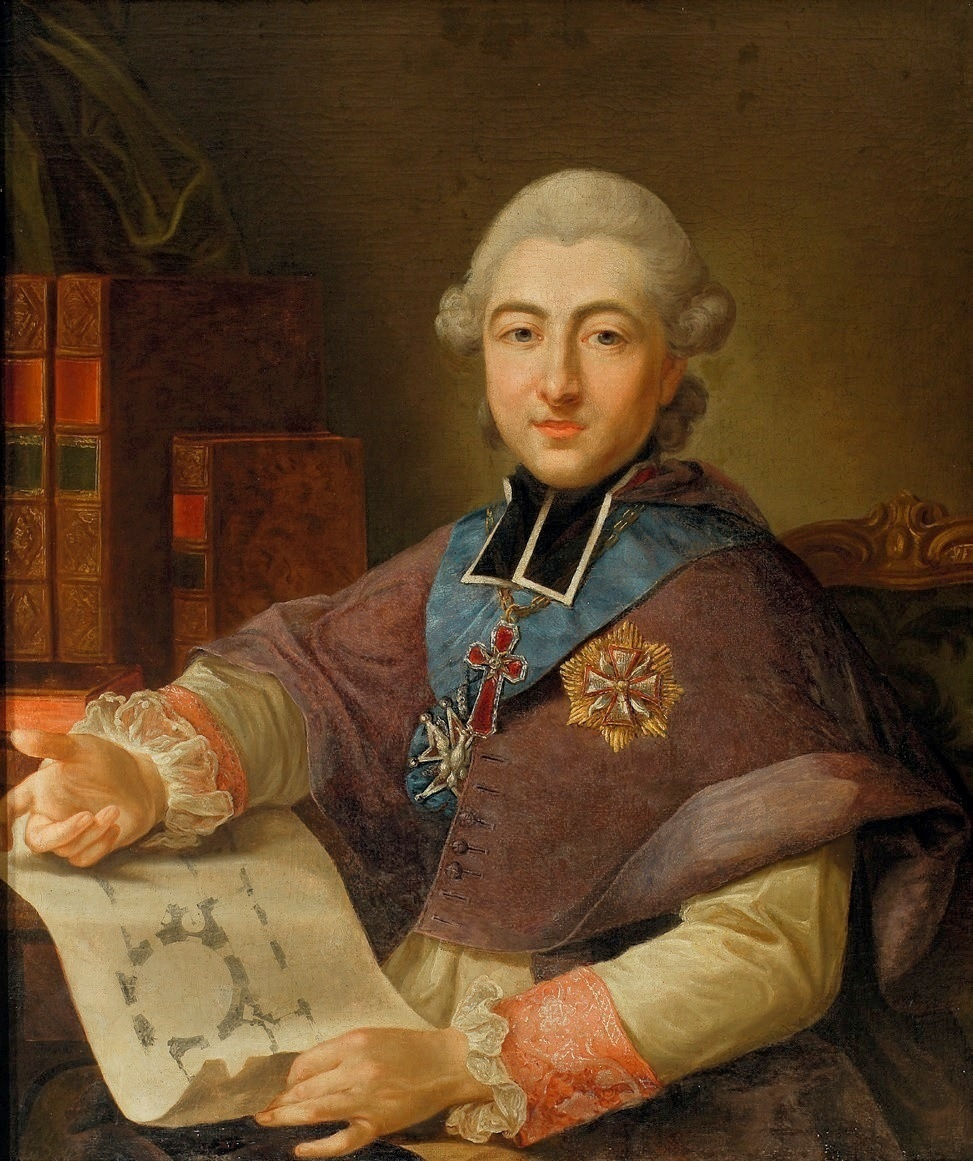
Portret prymasa Michała Poniatowskiego z planem Pałacu w Jabłonnie w ręku z 1776 roku (autor: Mateusz Tokarski)

Od średniowiecza Jabłonna była własnością biskupów płockich. W ramach istniejącej tam rezydencji w 1646 na zlecenie biskupa Karola Ferdynanda Wazy wzniesiono kaplicę (jest ona upamiętniona na północno-zachodniej ścianie obecnego pałacu). W 1773 Jabłonnę odkupił od kapituły płockiej biskup Michał Poniatowski, który w 1774 zlecił królewskiemu architektowi Dominikowi Merliniemu zaprojektowanie nowej rezydencji pałacowo-parkowej. Jej głównym elementem stał się zespół trzech budynków: centralnego parterowego z mieszkaniem dla właściciela, lewego dwupiętrowego pawilonu zwanego królewskim przeznaczonego dla króla Stanisława Augusta Poniatowskiego (brata Michała) i prawego pawilonu przeznaczonego dla gości. Obiekt wzniesiono w stylu quasi rokokowego klasycyzmu. Obok pawilonu prawego wzniesiono piętrową oficynę, w której umieszczono dwór oraz kancelarię. Budowę zakończono w 1779. Wokół pałacu urządzono w latach 70. i 80. XVIII wieku angielski ogród krajobrazowy zaprojektowany przez Szymona Bogumiła Zuga na bazie dawnego ogrodu barokowego sięgającego Wisły.

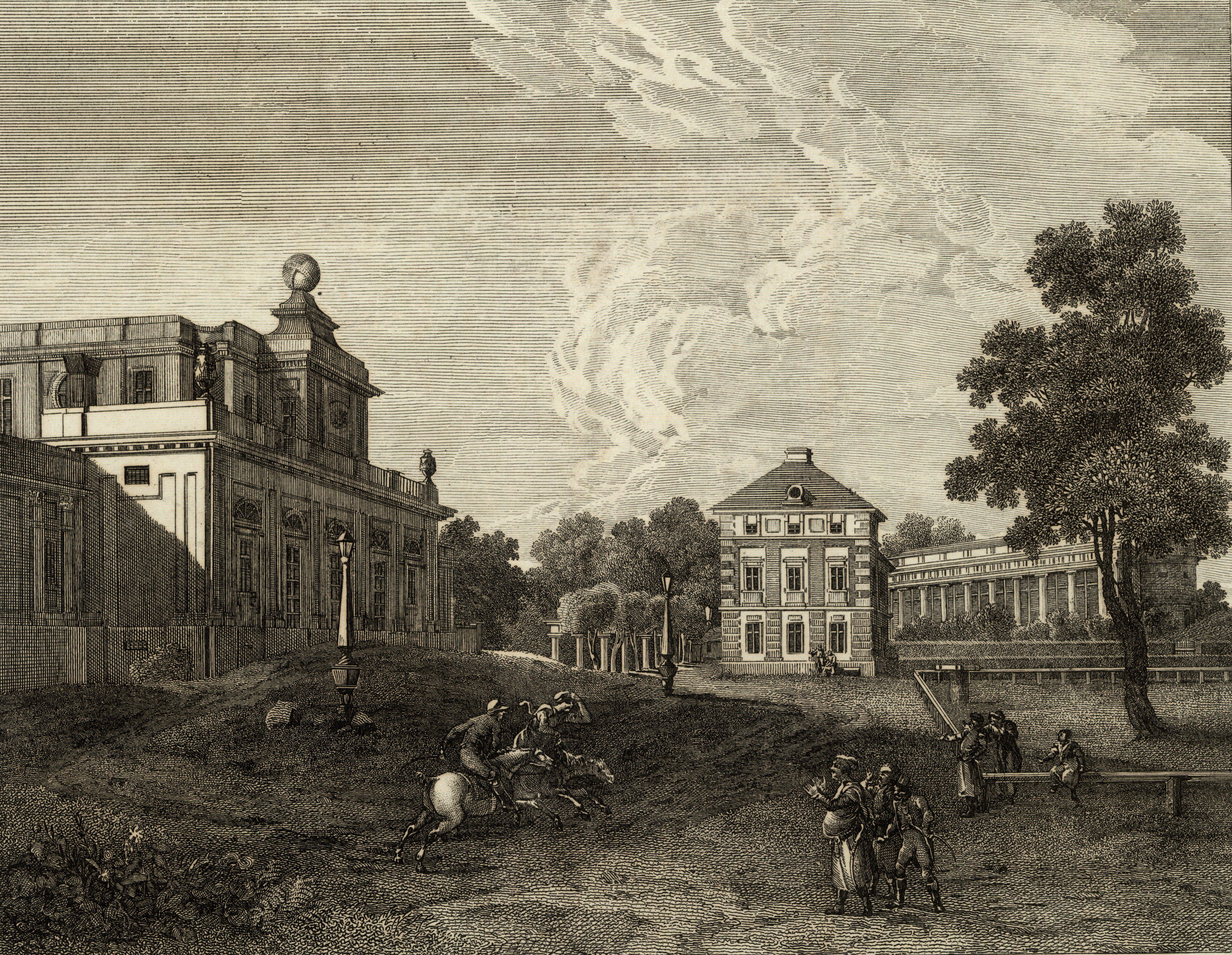
Pałac w Jabłonnie na akwaforcie Jana Zachariasza Freya (1806)

Po prymasie Michale Poniatowskim Jabłonnę odziedziczył w 1794 jego bratanek książę Józef Poniatowski. Kolejną posiadaczką pałacu była po śmierci księcia w 1813 jego siostra Maria Teresa Tyszkiewiczowa. W 1822 obiekt przeszedł w ręce Anny z Potockich Dunin-Wąsowiczowej, która uczyniła zeń centrum kultu księcia Józefa. Sam pałac poddany został w latach 1834–1843 przebudowie według projektu Henryka Marconiego. Wzniesiono wówczas także nowe zabudowania gospodarcze.
Przed 1842 Anna Dunin Wąsowiczowa ufundowała w parku pałacowym łuk triumfalny ku czci księcia Józefa Poniatowskiego. Zaprojektował go Henryk Marconi i ma kształt półkoliście zamkniętej arkady filarowej.
W latach 1867–1945 zespół pałacowy był własnością rodu Potockich.
W 1944 pałac wraz z towarzyszącymi mu budynkami został poważnie zniszczony w trakcie działań wojennych.
W okresie powojennym odbyła się odbudowa pałacu według projektu Mieczysława Kuzmy. Zrekonstruowano park (według projektu Gerarda Ciołka). W 1953 obiekt przejęła Polska Akademia Nauk urządzając w nim centrum konferencyjno-hotelowe. Utworzono w nim także siedzibę Instytutu Fizjologii i Żywienia Zwierząt PAN.
Przy wjeździe na teren pałacowy znajduje się brama, której częścią są dwie kolumny granitowe z zamku krzyżackiego w Malborku.

## Film
W pałacu kręcono sceny do następujących filmów i seriali:
- 39 i pół,
- M jak miłość (m.in. ślub Marty Mostowiak z Andrzejem Budzyńskim),
- Excentrycy, czyli po słonecznej stronie ulicy (zabawa sylwestrowa),
- Ojciec Mateusz (siedziba biskupa),
- Oficer,
- Hans Kloss. Stawka większa niż śmierć (sceny w oranżerii i Sali Pompejańskiej),
- Usta usta[6].
- Czterdziestolatek[7]